# Giacimento
Il giacimento è un deposito minerario contenente un metallo o altre risorse di valore in concentrazione economicamente competitiva. Di solito è usato nel contesto di un deposito minerario dal quale è conveniente estrarre la sua componente metallica. I giacimenti vengono sfruttati tramite miniere nel caso di giacimenti di minerali solidi (tipo ferro, carbone...), pozzi estrattivi nel caso siano di fluidi minerali (tipo petrolio, gas, salamoie).

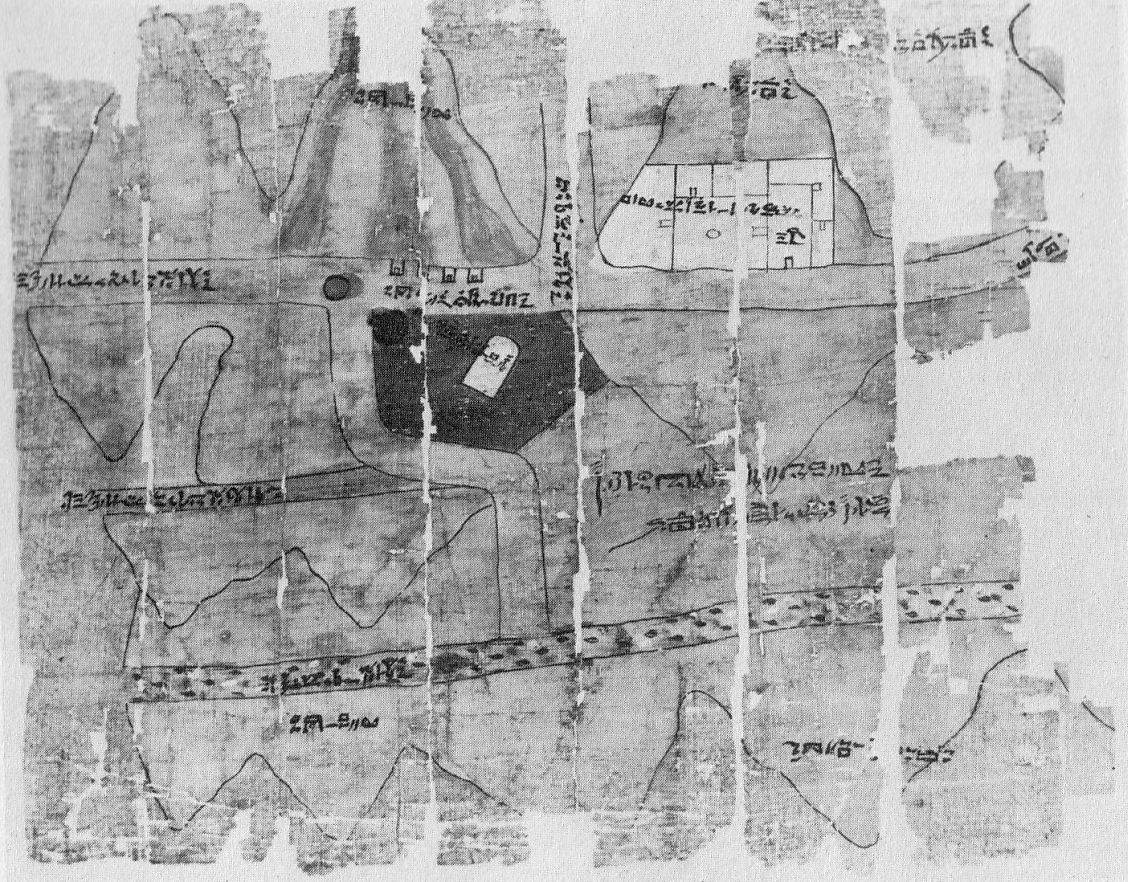
Questo papiro egizio del 1320 a.C., conservato nel museo di Torino, presenta la mappa di una miniera d'oro egizia e può essere considerato come la più antica rappresentazione geologica di un giacimento

## Descrizione
In geologia e nei campi correlati un giacimento è uno strato di rocce o di terreno con caratteristiche interne uniformi che lo distinguono dagli strati contigui. Ogni strato è generalmente uno di una serie di strati paralleli che giacciono uno sopra all'altro, posati uno sull'altro da forze naturali. Possono estendersi per centinaia di migliaia di chilometri quadrati di superficie terrestre. I giacimenti sono visti solitamente come gruppi di materiale di diverso colore o di struttura diversa esposto in rupi, canyon stradali, cave e rive dei fiumi. Agglomerati individuali possono variare nello spessore da qualche millimetro fino a un chilometro o più. Ogni agglomerato rappresenta un tipo specifico di deposito: silice fluviale, sabbia marina, palude carbonifera, dune di sabbia, letti di lava, ecc.
Può essere composto da strati di sedimenti, solitamente marini oppure dalla differenziazioni di particolari minerali nel corso del raffreddamento del magma o durante la metamorfosi della roccia precedente. I minerali da giacimento sono generalmente ossidi, silicati e solfati o metalli non comunemente concentrati nella crosta terrestre. I giacimenti devono essere lavorati per estrarre i metalli in questione dalla roccia di scarto e dai minerali da giacimento. I giacimenti sono formati da una varietà di procedimenti geologici. L'abbondanza di un giacimento comporterà direttamente i costi associati all'industria mineraria del giacimento e il conseguente costo del metallo estratto.
I geologi studiano gli strati di rocce e le categorizzano dal materiale dei fondali. A ogni giacimento distinto è solitamente assegnato un nome di "formazione" basato solitamente su una città, un fiume, una montagna o una regione dove la formazione viene esposta e dove è possibile studiarla. Per esempio, l'argillite di Burgess è un'esposizione spessa di argillite scura a volte fossilifera visibile in alto nelle Montagne Rocciose del Canada vicino al Burgess Pass. Leggere distinzioni nel materiale in una formazione possono essere descritte come "membri" o a volte come "fondali". Le formazioni vengono raggruppate in "gruppi". I "gruppi" possono essere raggruppate in "serie".
Il giacimento è anche l'unità fondamentale in una colonna stratigrafica e costituisce la base per lo studio della stratigrafia.

### Importanti minerali da giacimento
- Argentite: Ag2S
- Barite: BaSO4
- Berillo: Be3Al2(SiO3)6
- Blenda: ZnS
- Bornite: Cu5FeS4
- Cassiterite: SnO2
- Calcocite: Cu2S
- Calcopirite: CuFeS2
- Cromite: (Fe,Mg)Cr2O4
- Cinabro: HgS
- Cobaltite: (Co,Fe)AsS
- Columbo-Tantalite o Coltan: (Fe,Mn)(Nb,Ta)2O6
- Fluorite: CaF2
- Galena: PbS
- Oro: Au
- Ematite: Fe2O3
- Ilmenite: FeTiO3
- Magnetite: Fe3O4
- Molibdenite: MoS2
- Pentlandite:(Fe,Ni)9S8
- Pirite: FeS2
- Scheelite: CaWO4
- Sfalerite: ZnS
- Uraninite: UO2
- Wolframite: (Fe,Mn)WO4